# おぶせくりちゃん
おぶせくりちゃんは、長野県上高井郡小布施町の公式マスコットキャラクター。本項目では関連マスコットのおぶせまろんちゃんについても述べる。

## 概要
小布施町特産の栗をモチーフに考案されたキャラクターで、男の子の「おぶせくりちゃん」と、女の子の「おぶせまろんちゃん」がペアで活動している。おぶせくりちゃんは元々、町のごみゼロ・リサイクル促進イメージキャラクター「リサイくりちゃん」として日本全国から公募によって2002年（平成14年）に誕生したもので、2010年（平成22年）からおぶせくりちゃんとしてインターネット (Twitter) 上で活動を開始した。同年にはおぶせまろんちゃんも誕生し、2012年（平成24年）以降はTwitter外での活動も行っている。Twitterでは情報を発信するだけでなく、他者のツイートに対し返信を行うことで、町政に親しみを持ってもらおうという狙いがあった。

## 沿革
- 2002年（平成14年） - おぶせくりちゃんの前身「リサイくりちゃん」誕生[3]。
- 2010年（平成22年）4月4日 - Twitter開始[3]。
  - 9月30日 - おぶせくりちゃんとして活動開始。手足が付く[3]。
  - 12月24日 - おぶせまろんちゃん誕生。Twitter開始[5]。
- 2012年（平成24年）6月19日 - 小布施町がおぶせくりちゃん・おぶせまろんちゃんを商標出願[7]。
  - 9月23日 - おぶせくりちゃん・おぶせまろんちゃんがTwitter外で活動開始[3]。デビューイベント「ゆるキャラ大集合 in 小布施」開催[8]。会場は小布施町北斎ホール[9]。
- 2013年（平成25年）1月11日 - おぶせくりちゃん・おぶせまろんちゃんの商標が登録（2023年1月11日まで）[7]。
- 2015年（平成27年）11月23日 - おぶせ栗祭りにおぶせくりちゃん・おぶせまろんちゃんが出演（初デートという設定）[10]。
- 2018年（平成30年）6月 - おぶせくりちゃん・おぶせまろんちゃんが諸事情によりTwitter上での活動を休止[11][12][注 1]。
- 2018年（平成30年）11月 - Twitter上での活動を再開。
- 2019年（平成31年）3月 - 平成30年9月から更新が止まっていた小布施町公式ホームページの「おぶせくりちゃんOfficial Web」が更新される。
- 2020年（令和2年）12月30日 - 町の新型コロナウイルス感染症 (2019年) 対策に対して誤解を招く情報の発信をTwitter上で行ったとして当面の活動見合わせを発表[14][注 2]。
- 2021年（令和3年）2月5日 - Twitterでの活動を終了[16]。

## 活動

### Twitter
- Twitter上では主におぶせくりちゃんが町の観光・イベント情報の発信や[17]、町への応援ツイートに対する返礼を担当し[3]、おぶせまろんちゃんが町民に対するお知らせを担当する[5][17]。
- ツイートの際、おぶせくりちゃんは語尾に「クリ〜」を[6][17]、おぶせまろんちゃんは語尾に「マロン♪」を付ける[18]。
- おぶせくりちゃんのTwitter上でのつぶやきは1日あたり平均220ツイート（公称値）[3][17]。つぶやき過ぎて活動に規制を受けた際は、おぶせまろんちゃんが活動を代行する[5]。
- Twitter外で活動している間は、Twitter上でつぶやくことはしない[3]。

### 出演
- ゆるキャラグランプリ
  - 2012年 - おぶせくりちゃん・おぶせまろんちゃんがゆるキャラランキングで351位[19]。
  - 2013年 - おぶせくりちゃん・おぶせまろんちゃんが総合ゆるキャラランキングで629位[20]。
  - 2014年 - おぶせくりちゃん・おぶせまろんちゃんが総合ゆるキャラランキングで977位[21]。
  - 2015年 - おぶせくりちゃん・おぶせまろんちゃんが総合ゆるキャラランキングで1045位[22]。
  - 2017年 - おぶせくりちゃんがご当地ゆるキャラランキングで453位[23]。
- その他出演については公式ウェブサイトを参照。

### 楽曲
- 『ＯＢＵＳＥ　ＳＯＮＧ♪』 - アカペラ音楽ユニットのXUXUによる、おぶせくりちゃん・おぶせまろんちゃん公式イメージソング。作詞・作曲はXUXUのyumi[24]。
- 『おぶせくりまろん♪』 - 作詞・作曲・歌：今泉るみによる、おぶせくりちゃん・おぶせまろんちゃんデビューお祝いソング[24]。